# Bernhard von Rechberg

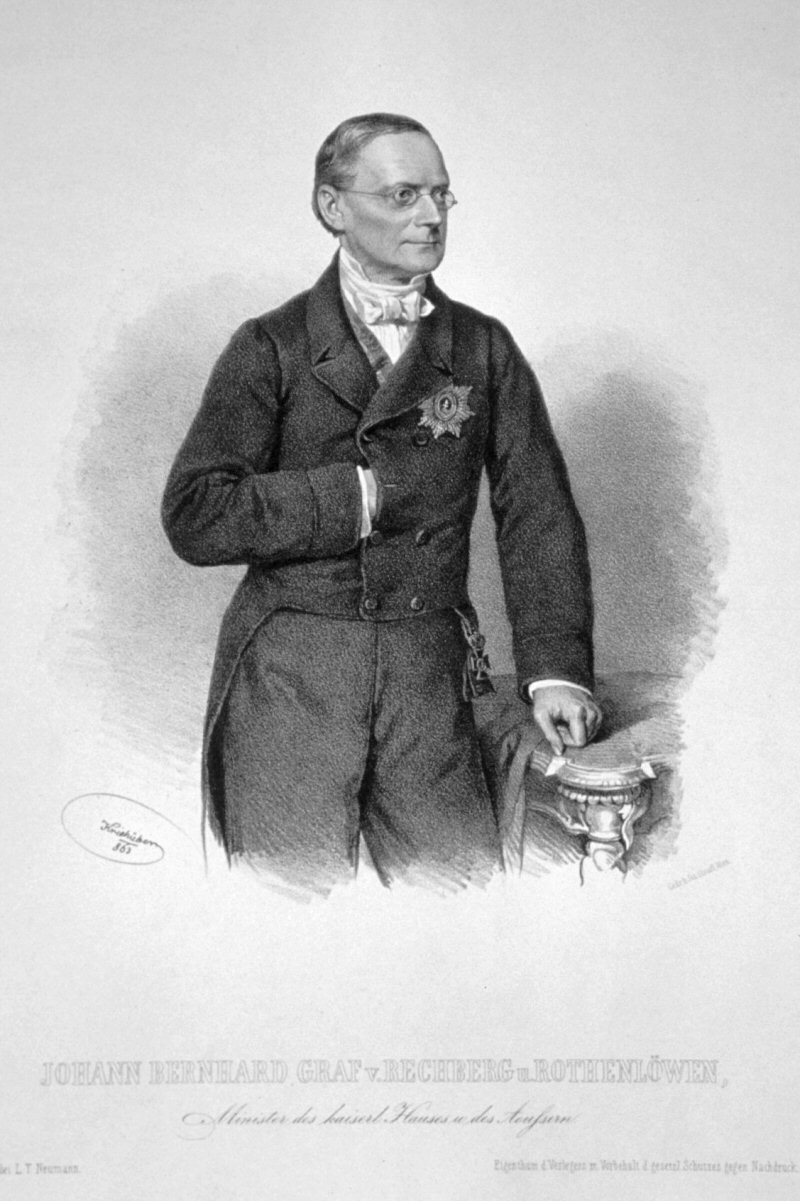
Graaf Bernhard von Rechberg

Graaf Johann Bernhard von Rechberg und Rothenlöwen (Regensburg, 17 juli 1806 - Kettenhof bij Wenen, 26 februari 1899) was een Oostenrijks diplomaat en buitenlandminister.

## Biografie
Hij trad in 1828 in Oostenrijkse diplomatieke dienst en was actief op de ambassades in Berlijn, Londen en Brussel. In 1841 werd hij gezant in Stockholm en in 1843 in Rio de Janeiro. In 1848 vertegenwoordigde Rechberg als gevolmachtigde de Oostenrijkse belangen bij de voorlopige regering van het kortstondige Duitse Rijk (1848/1849) in Frankfurt am Main. In 1851 werd hij vervolgens aangesteld tot internuntius, zoals de Oostenrijkse gezant in Constantinopel werd genoemd, en in 1853 was hij onder Radetzky actief in het burgerlijk bestuur van Lombardije-Venetië.
Rechberg was Oostenrijks minister van Buitenlandse Zaken van 1859 tot 1864 en van 1859 tot 1861 ook minister-president. In tegenstelling tot zijn voorgangers zocht hij in de "Duitse kwestie" een oplossing in onderling overleg met Pruisen, en was hij tegen de Groot-Duitse oplossing die door Anton von Schmerling werd bepleit. Otto von Bismarck en Rechberg hadden een goede persoonlijke verstandhouding. Rechberg was ook (net als Bismarck) een stellige tegenstander van de in 1863 door Oostenrijk samengeroepen Frankfurter Vorstendag, omdat hij de beoogde isolering van Pruisen afwees. In een ruimer politiek perspectief sprak hij zich uit voor een nauwere samenwerking tussen Oostenrijk, Pruisen en Rusland.
Oostenrijk nam deel aan de Tweede Duits-Deense Oorlog van 1864, die eindigde met de Vrede van Wenen, waardoor de hertogdommen Sleeswijk en Holstein aan Oostenrijk en Pruisen werden afgestaan. Rechberg hoopte in de verdere loop van de samenwerking met Pruisen ook een Pruisische garantie voor de Oostenrijkse bezittingen in Italië te verkrijgen. Dit wees Bismarck echter af, aangezien Rechberg geen passende wederdienst kon geven. Hierna volgden bovendien problemen bij de onderhandelingen over de Duitse Zollverein. De Oostenrijkse mislukking in deze onderhandelingen versterkte de al bestaande oppositie tegen Rechberg in Oostenrijk en de middelgrote staten in Zuid-Duitsland. In oktober 1864 trad hij uiteindelijk af.